# Impilo AB
Impilo AB är ett investeringsföretag med inriktning på investeringar i nordiska företag som är verksamma inom läkemedel, medicinteknik, vård- och omsorgstjänster, förebyggande vård och relaterade produkter och tjänster. Ett kriterium är att företaget som Impilo investerar i ska bidra till en positiv utveckling inom sina områden och därmed i samhället.
Företagets investeringsportfölj består för närvarande (den 6 maj 2023, i bokstavsordning) av företagen: Euro Accident, Humana, Immedica Pharma, Lowenco, Mallax Pharmaceuticals, Scantox, Tandlægen.dk och The Fertility Partnership. Totalt förvaltar Impilo cirka 1 miljard euro i kapital i sin portfölj.